# Caitlin McGuinness
Caitlin McGuinness (* 30. August 2002) ist eine nordirische Fußballspielerin. Sie steht derzeit beim Cliftonville FC unter Vertrag und spielte 2019 erstmals für die A-Nationalmannschaft.

## Karriere

### Vereine
Caitlin McGuinness spielte zunächst für den Linfield FC. Im August 2020 gab der Sion Swifts FC bekannt, dass man Caitlin McGuinness und ihre Schwester Kirsty McGuinness verpflichtet habe. Nach einem Jahr wechselte sie dann zum Cliftonville FC.

### Nationalmannschaft
Bei einem Spiel gegen die Jordanische Fußballnationalmannschaft der Frauen am 27. Februar 2019 kam McGuinness erstmals für die nordirische Nationalmannschaft zum Einsatz. Bei der Fußball-Europameisterschaft der Frauen 2022 wurde sie in einem Spiel eingesetzt, wobei sie erst im Verlauf des Spiels eingewechselt wurde.